# سمولیانویه
سمولیانویه (به لاتین: Smolyanoye) یک منطقهٔ مسکونی در روسیه است که در استان آمور واقع شده‌است.